# 嫦娥二号
嫦娥二号是中国“嫦娥”工程的第二颗探测器。它是建基於探月工程一期的嫦娥一号备份星进行技术改进而来的，是二期工程的先导星。嫦娥二号主要是用作试验、验证部分新技术和新设备，降低往後月球与深空探测的风险，同時深化中国的月球科学探测。在完成了月球探测任务后，嫦娥二号又前往日地拉格朗日L2点收集收集科学数据，在国际上首次实现从月球轨道飞赴日地拉格朗日L2点的探测，开展了对地球远磁尾离子能谱、太阳耀斑爆发和宇宙伽马爆的科学探测，使中国成为继美、欧之后第3个实现L2点空间探测的国家。2012年12月13日，嫦娥二号在与小行星4179（Toutatis）交会并捕获小行星影像，完成了小行星4179国际首次近距离的光学探测，使中国成为了第4个探测小行星的国家或地区。嫦娥二号于2010年10月1日18时59分57.345秒发射，总经费投入约9亿元人民币。

## 發射動態
嫦娥二號由長征三號丙運載火箭執行發射任務。嫦娥二號及發射火箭已經通過發射場區的測試和檢查，于北京時間2010年10月1日18時59分57秒在西昌衛星發射中心發射升空。在飞行了1533秒之后，星箭分离，卫星进入预定轨道。
嫦娥二号卫星整流罩于10月1日19时11分许分别坠落在江西省吉安市遂川县境内的2个自然村，当地人民武装部到现场维持秩序，因其落入农田中，故未有人员伤亡。
11月2日，嫦娥二号进入环月长期运行轨道。

## 任务

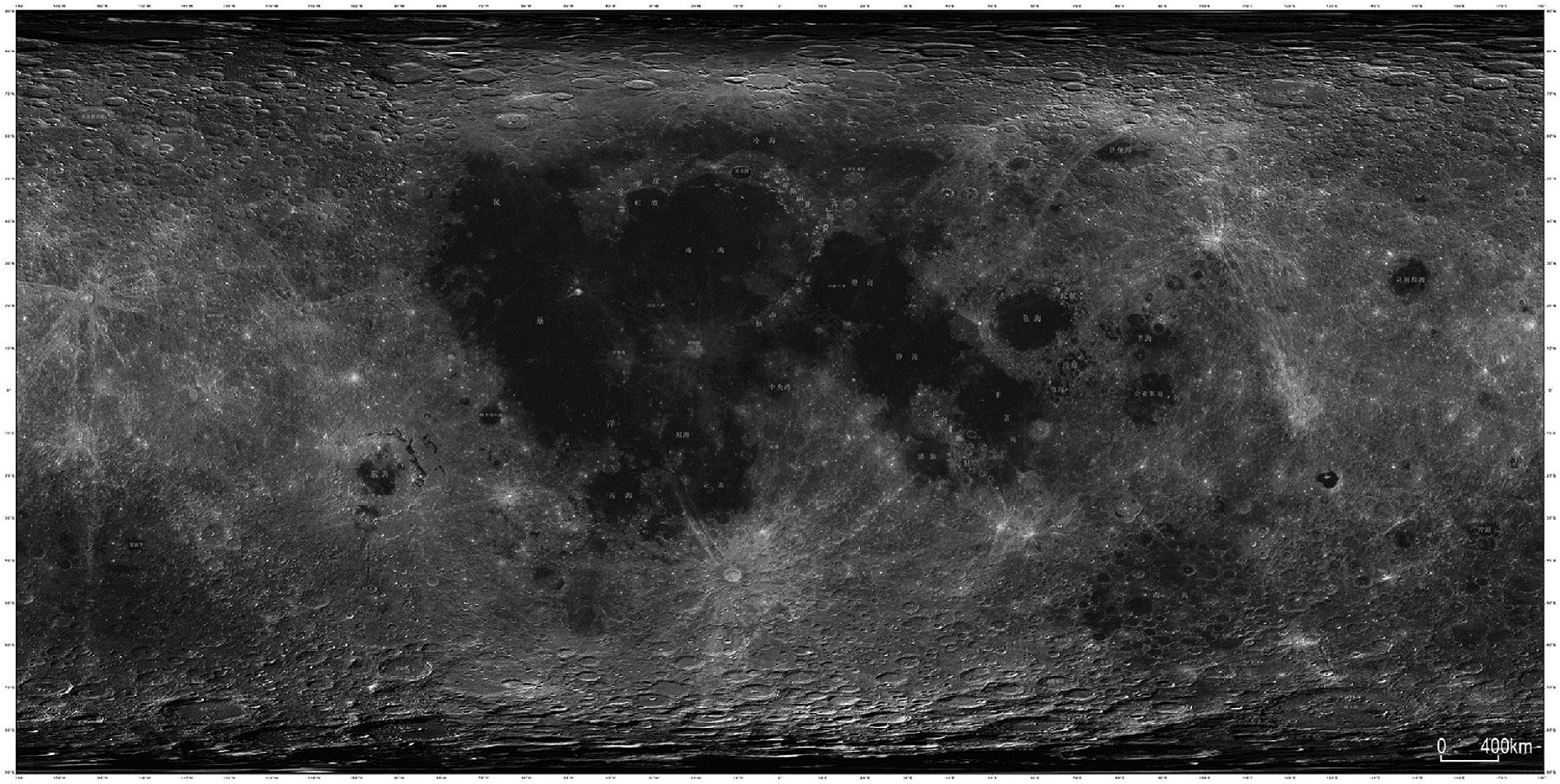
根据嫦娥二号探测数据制作而成的月球全图

### 探月任务
嫦娥二号分别在100×100公里的圆轨道和100×15公里的椭圆轨道进行了高分辨率成像和环月探测，完整获取了7米分辨率的月球表面三维影像数据，并完成了对嫦娥三号落月任务预选着陆区虹湾局部区域的达到1.3米的高分辨率成像。嫦娥二号CCD立体相机完成了第一个覆盖周期的拍图和六个缝区的补拍工作，获得的影像数据实现了月面99.9%的覆盖，地面应用系统利用CCD立体相机在100km轨道上获取的虹湾影像数据，制作完成了7米分辨率的“月球虹湾地区影像图”。

### 太阳风粒子探测
通过嫦娥二号携带的太阳风离子探测器的测量、以及对得到的数据进行分析研究，发现当嫦娥卫星逐步接近月球表面的一个著名的磁异常区“Serenitatis Antipode”的时候，质子的密度和体速度均降低，而质子温度显著升高，这些趋势都完美的符合理论上对太阳风和“微磁层”相互作用所期待产生的效应，结果很好的验证了月球表面磁异常结构附近可能存在“微磁层”，其结果要远比以往美国LP探测器所获得的太阳风电子数据和印度Chandrayaan-1探测器所获得的氢原子数据的结果更明显，更有说服力。

### 拉格朗日L2点任务
2011年4月1日，嫦娥二号到达设计寿命。为了积累深空探测经验，嫦娥二号于6月9日下午离开月球，前往距地球约150万公里远的日－地拉格朗日L2点，对太阳实施探测，同时进行测控技术等试验。8月25日嫦娥二号进入日地拉格朗日L2点的环绕轨道。该轨道为类似椭圆形轨道，卫星环绕轨道1周需6个月时间。成功到达L2点后，嫦娥二号刷新了中国航天测控距离的纪录，也成为了世界首个从月球直接前往日地拉格朗日点的航天器。

### 4179号小行星探测任务
2012年4月15日，嫦娥二号离开地日拉格朗日L2点前往有撞击地球危险的小行星4179进行探测。 北京时间2012年12月13日16时30分09秒，嫦娥二号在距地球约700万公里远的深空掠过小行星4179，最近距离仅为3.2公里，飞掠时速高达10.73公里/秒。这是中国第一次对小行星进行探测，中国也成为继美国、欧空局和日本后，第四个对小行星实施探测的国家或组织。

### 深空探測
设计寿命6个月的嫦娥二号在工作26个月后，将继续飞向更远的深空，并于2013年1月5日23时46分，在北京航天飞行控制中心精确控制下，嫦娥二号卫星深空探测成功突破1000万公里，2013年3月已经突破2000万公里深空，并将继续往更远的深空飞行。截至2013年6月初，嫦娥二号卫星距离地球已超过3500万公里。预计星地距离将于2013年7月14日达到5000万公里，2014年7月有望达到1亿公里。技术人员通过分析认为，嫦娥二号飞行距地最远可达到约3亿公里。嫦娥二号成为目前中国首颗飞入行星际的探测器，在后续的星际飞行中，其飞行目标将主要聚焦在星载设备长寿命考核、自主飞行能力、行星际远距离测控验证等方面。截至2013年11月26日，嫦娥二号已经距离地球超过6000万公里。2014年2月14日，嫦娥二号距离地球超过7000万公里。截至2014年年中，嫦娥二号已突破1亿公里深空。根据2020年《解放军报》的报道，在2014年，嫦娥二号探测器的下行信号逐渐消失。
现在，嫦娥二号已成为太阳系的一个人造卫星，沿着椭圆轨道绕太阳飞行，预计将在2029年回到地球附近。

## 技術創新與突破
嫦娥二号任务相比嫦娥一号任务，将实现以下六个方面的技术创新与突破：
- 运载火箭直接将卫星发射至地月转移轨道
- 试验X频段深空测控技术，初步验证深空测控体制
- 验证100公里月球轨道捕获技术
- 验证100公里×15公里轨道机动与快速测定轨技术
- 试验全新的着陆相机，数据传输能力大幅提高
- 对嫦娥三号预选着陆区进行高分辨率成像试验

## 轶事

### 中央电视台因嫦娥二号发射调整报道形式
《新聞聯播》打破常規，在國慶節當天採用「畫中畫」模式在節目開始直播「嫦娥二號」衞星發射实况。
中央电视台新聞頻道在直播嫦娥二号发射实况过程中，当指挥员宣布“点火”并按下点火按钮兩、三秒后，按原定時間表播放报时信號及《新闻联播》，但卻採用「畫中畫」（屏幕右下角）模式在節目開始直播嫦娥二號衞星發射，為開播以來第一次以此方式現場直播，至《新闻联播》片头结束后始恢復正常。其后在19时25分05秒至27分11秒，《新闻联播》再次现场直播了“嫦娥二号”星箭分离的实况。

### 疑似長三丙火箭推進器飛越台灣上空引發墜機騷動
在嫦娥二號發射後的晚上七點左右，在台灣臺北縣、宜蘭縣、花蓮縣、臺東縣太麻里有大批民眾目睹一個「紅色的燃燒狀球體，像倒立的香菇」拖著藍色的尾巴由北往南飛越天空，過程約五至十秒；而嫦娥二號發射過程中，轨道也經台灣海峽往東飛越北台灣上空，由於不像火流星的跡象，故初步研判為搭載之長征三號丙火箭的推進器掉進大氣層時飛越台灣上空，但當时台灣媒體關注於前一天（9月30日）發生的水沙連高速公路北山交流道鷹架崩塌意外，在這之前亦沒有多加報導嫦娥二號發射訊息，導致當時眾人誤以為是飛機爆炸墜機，引發不小的騷動。